# Rhampholeon temporalis
Rhampholeon temporalis — вид ігуаноподібних ящірок родини хамелеонових (Chamaeleonidae). Ендемік Танзанії.

## Поширення і екологія
Rhampholeon temporalis мешкають в горах Східної Усамбари і Магротто на північному сході Танзанії. Вони живуть у вологих гірських тропічних лісах, трапляються на узліссях. Зустрічаються на висоті від 900 до 1500 м над рівнем моря. Вдень шукають їжу в лісовій підстилці, серед опалого листя, а на ніч перебираються на гілки кущів в підліску, розташовані на висоті 1 м над землею.

## Збереження
МСОП класифікує цей вид як такий, що перебуває під загрозою зникнення. Rhampholeon temporalis загрожує знищення природного середовища.